# 杜院站
杜院站（：／ Duwon yeok */?）曾为韩国铁路庆北线上的一个车站，位于庆尚北道金泉市禦侮面，目前已废止。

## 历史
- 1924年10月1日，落成使用[1]。
- 1994年4月25日，停止使用[2]。